# Marcelino, pan y vino

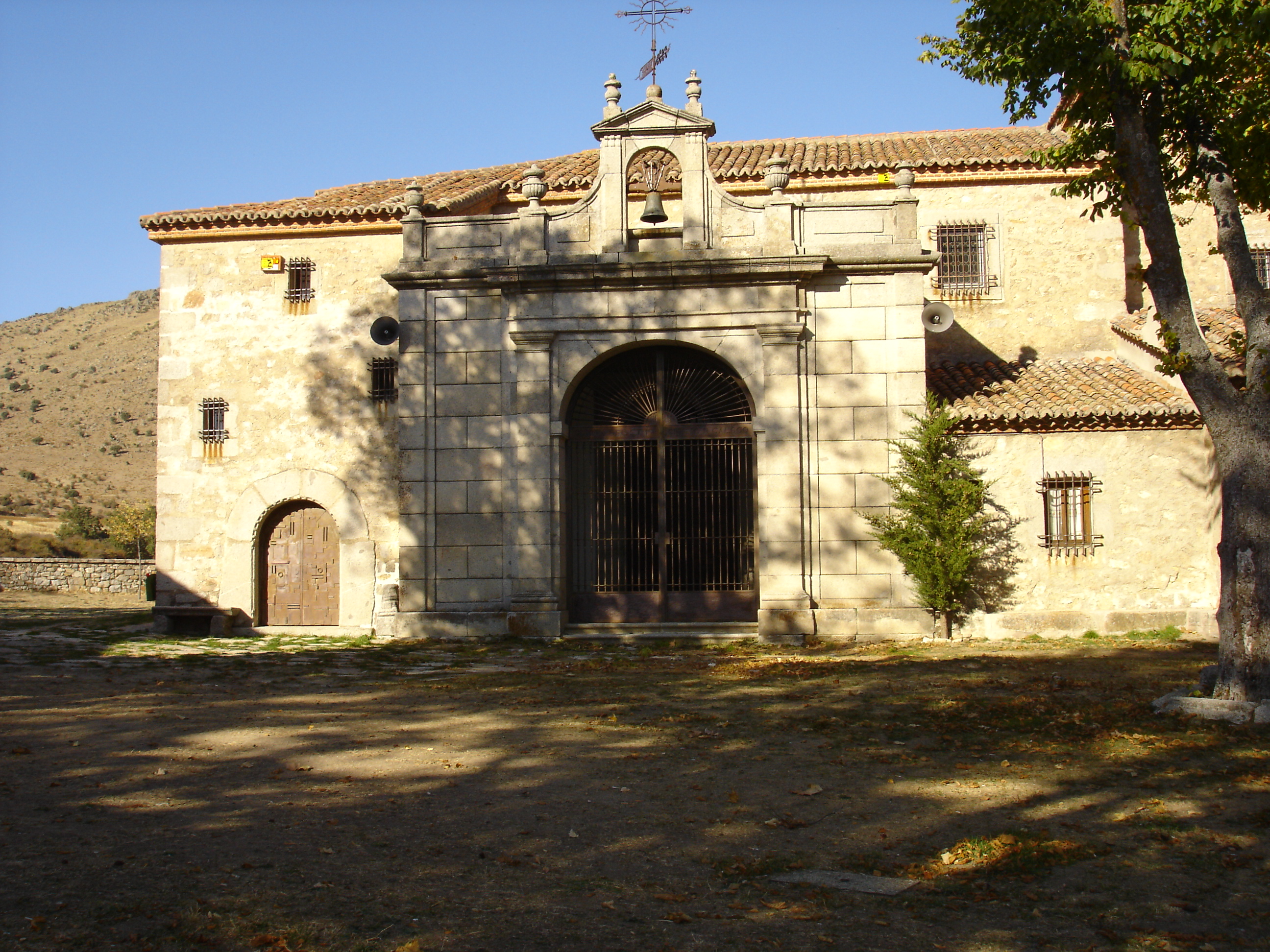
Vista de la Ermita del Cristo del Caloco, en El Espinar, donde está ambientado el convento en el que vive Marcelino.

Marcelino, pan y vino es una película española de 1955 dirigida por Ladislao Vajda. Se trata de uno de los mayores éxitos comerciales y de crítica en la historia del cine español, que excedió ampliamente los cánones del cine religioso imperante en la época.
Se basó en la novela homónima de José María Sánchez Silva. La película gira en torno a la historia de Marcelino, un niño expósito que es recogido por unos frailes franciscanos. Un día, mientras está orando ante un crucificado, este toma vida y comienza a comunicarse con Marcelino.
Tres escenas clave de la película fueron rodadas en La Alberca (Salamanca). Su Plaza Mayor sirve como escenario para la escena inicial, en la que el fraile narrador, Fernando Rey, baja al pueblo para contar a la niña enferma la historia de Marcelino; la escena del mercado, en la que Marcelino acaba subido a una cucaña tras provocar la estampida de una yunta de bueyes; por último, de vuelta al convento, pasan frente a la Ermita de San Blas de dicha localidad. Toda la ambientación relativa al convento está ubicada en la ermita del Cristo del Caloco en El Espinar (Segovia) el cual cuenta con gran devoción en la comarca; las escenas referentes a la construcción del convento y a la Guerra de la Independencia se realizaron en la ermita de San Cristóbal, del pueblo de Aldeavieja (Ávila).
La figura del Cristo, sin embargo, no se corresponde con la del Caloco, sino que es una escultura del escultor Antonio Simont y en la actualidad se encuentra en el altar de la Capilla de Santa Teresa del Convento de las Carmelitas de Don Benito (Badajoz). Allí acabó por deseo de uno de los ingenieros de sonido de la película, Miguel López Cabrera, cuya hermana era monja en dicho convento.

## Premios
Undécima edición de las Medallas del Círculo de Escritores Cinematográficos
| Categoría              | Nominados                | Resultado |
| ---------------------- | ------------------------ | --------- |
| Mejor película         | Mejor película           | Ganadora  |
| Mejor director         | Ladislao Vajda           | Ganador   |
| Mejor actor secundario | Juan Calvo               | Ganador   |
| Mejor guion            | José María Sánchez-Silva | Ganador   |
| Mejores decorados      | Antonio Simont           | Ganador   |
| Premio Jimeno          | Pablito Calvo            | Ganador   |

V Festival de Berlín
| Categoría                         | Candidato      | Resultado |
| --------------------------------- | -------------- | --------- |
| Oso de Plata a la mejor dirección | Ladislao Vajda | Ganador   |

- Festival Internacional de Cine de Cannes: mención especial a Pablito Calvo.
- Premio del Sindicato Nacional del Espectáculo.

## Otras adaptaciones
- En 1985, el realizador onubense Manuel Rodríguez 'Rodjara' dirige una versión de Marcelino, pan y vino titulada El pequeño vagabundo en formato de animación y realizada por él mismo durante 7 años.

- En 1991 se realiza una versión italiana titulada originalmente Marcellino pane e vino, del director Luigi Comencini.

- Marcelino, pan y vino, serie de televisión animada española de Santiago Moro y Xavier Picard estrenada en 2001.

- Entre 2000 y 2001 la cadena de televisión mexicana Televisa realiza una versión en telenovela titulada Rayito de luz con Alan y Alejandro Speitzer.

- A finales de 2010, se estrenó un remake mexicano con el mismo nombre ubicado en la Revolución mexicana, dirigido por José Luis Gutiérrez, producido por Mikel García y protagonizado por Maya Zapata, Germán Robles, Alejandro Tommasi, Gerardo Moscoso y Héctor Pino.[4][5]

- En 2023, la obra fue adaptada a una telenovela producida por la cadena de televisión brasileña Globo, ganándose el título Amor Perfeito.[6]